# Arhopala dama
Arhopala dama är en fjärilsart som beskrevs av Swinhoe 1911. Arhopala dama ingår i släktet Arhopala och familjen juvelvingar. Inga underarter finns listade i Catalogue of Life.